# Peter Caruana
Sir Peter Richard Caruana (ur. 15 października 1956) – gibraltarski polityk, były przewodniczący centrolewicowej partii Socjaldemokraci Gibraltaru, od 1996 do 2011 szef ministrów Gibraltaru. Rycerz komandor Orderu św. Michała i św. Jerzego oraz radca królewski.

## Życiorys
Caruana urodził się na Gibraltarze w rodzinie o korzeniach maltańskich i włoskich. Uczęszczał do katolickiej szkoły prowadzonej przez Kongregację Braci w Chrystusie, Grace Dieu Manor School i Ratcliffe College w Leicestershire w środkowej Anglii, a edukację kończył w Queen Mary University of London.
Zanim został szefem ministrów, był partnerem w firmie prawniczej Triay & Triay. Żonaty z Cristiną, córką miejscowego prawnika i polityka Josepha Triaya. 